# Matthias Berg (Historiker)
Matthias Berg (* 1974 in Berlin) ist ein deutscher Historiker.

## Leben
Matthias Berg absolvierte von 1993 bis 1996 eine kaufmännische Lehre. Anschließend studierte er von 1997 bis 2005 Neuere und Neueste Geschichte, Politikwissenschaften, Soziologie und Volkswirtschaftslehre an der Humboldt-Universität zu Berlin. Im Jahr 2006 erlangte er den Abschluss Magister Artium. Seine Magisterarbeit behandelte den Historiker Wilhelm Grau und seinen Beitrag zur „Judenforschung“ in den Jahren 1933 bis 1938. Er war von 2006 bis 2007 wissenschaftlicher Mitarbeiter für das Forschungsprojekt „Bevölkerungswissenschaft und Bevölkerungspolitik in der Bundesrepublik Deutschland“ am Zentrum für Antisemitismusforschung der Technischen Universität Berlin. Von 2007 bis 2010 war er wissenschaftlicher Mitarbeiter am Institut für Geschichtswissenschaften der Berliner Humboldt-Universität im Forschungsprojekt „Der Historiker Karl Alexander von Müller und die deutsche Geschichtswissenschaft zwischen spätem Kaiserreich und Bundesrepublik“. Von 2011 bis 2012 war er wissenschaftlicher Mitarbeiter an der Humboldt-Universität zu Berlin im Forschungsprojekt „Erstellung einer Pilotstudie zur Geschichte des Historikerverbandes“.
Er wurde 2013 an der HU Berlin mit einer von Rüdiger vom Bruch und Michael Wildt betreuten Arbeit zu Karl Alexander von Müller promoviert. Von April 2013 bis 2017 war er wissenschaftlicher Mitarbeiter am Lehrstuhl von Martin Sabrow an der Humboldt-Universität zu Berlin im Forschungsprojekt „Institutionalisierte Geschichte. Der Verband Deutscher Historiker und seine Historikertage 1890 bis 1950“, gefördert von der Fritz Thyssen Stiftung. Er war 2017/2018 wissenschaftlicher Mitarbeiter der Historischen Kommission bei der Bayerischen Akademie der Wissenschaften im Editionsprojekt „Die wissenschaftliche Korrespondenz des Historikers Karl Hegel (1813–1901)“. Berg war 2018 in Elternzeit. Er ist seit dem 1. Oktober 2019 wissenschaftlicher Mitarbeiter der Historischen Kommission bei der Bayerischen Akademie der Wissenschaften im Editionsprojekt „Die Neue Deutsche Biographie (1940–1975) – ein biographisches Gedächtnis der Bundesrepublik?“.

## Forschungsschwerpunkte
Seine Arbeitsschwerpunkte sind die Wissenschafts-, Universitäts- und Historiographiegeschichte des 19. und 20. Jahrhunderts. Seine 2014 veröffentlichte Dissertation über Karl Alexander von Müller gilt als Standardwerk. Bis dahin fehlte eine wissenschaftlich monographische Darstellung zu einem der einflussreichsten Historiker im Nationalsozialismus. In acht chronologisch gegliederten Abschnitten verfolgt Berg den Lebensweg Müllers. Für die Studie hat er erstmals den Nachlass Müllers vollständig einbezogen. Er beschreibt Müller als Prototyp eines Historikers, für den Grenzüberschreitungen zwischen Wissenschaft, Politik und Gesellschaft alltäglich waren. Besonders in der NS-Zeit wirkte Müller als Bindeglied zwischen den Generationen.
Berg arbeitete mit am 846 Seiten umfassenden Handbuch der völkischen Wissenschaften mit mehr als 140 Artikeln über Personen, Institutionen und Felder völkischer Wissenschaft in Deutschland zwischen Weimarer Republik und früher Bundesrepublik. Berg bearbeitet die Korrespondenz Karl Alexander von Müllers von 1910 bis 1960 für die Abteilung Deutsche Geschichtsquellen des 19. und 20. Jahrhunderts bei der Historischen Kommission bei der Bayerischen Akademie der Wissenschaften. Berg arbeitete an einem Forschungsprojekt zum Verband der Historiker und Historikerinnen Deutschlands und seiner Historikertage von 1890 bis 1950.

## Schriften (Auswahl)
Monographien
- mit Olaf Blaschke, Martin Sabrow, Jens Thiel, Krijn Thijs: Die versammelte Zunft. Historikerverband und Historikertage in Deutschland. 2 Bände. Wallstein Verlag, Göttingen 2018, ISBN 3-8353-3294-5.
- Karl Alexander von Müller. Historiker für den Nationalsozialismus (= Schriftenreihe der Historischen Kommission bei der Bayerischen Akademie der Wissenschaften. Band 88). Vandenhoeck & Ruprecht, Göttingen 2014, ISBN 978-3-525-36013-2.

Herausgeberschaften
- mit Helmut Neuhaus: Briefkultur(en) in der deutschen Geschichtswissenschaft zwischen dem 19. und 21. Jahrhundert (= Schriftenreihe der Historischen Kommission bei der Bayerischen Akademie der Wissenschaften. Band 106). Vandenhoeck & Ruprecht, Göttingen 2021, ISBN 978-3-525-37095-7.
- mit Martin Sabrow: Der Deutsche Historikerverband im interdisziplinären Vergleich (= Comparativ. Band 25, 2015,1). Leipziger Universitäts-Verlag, Leipzig 2015, ISBN 978-3-86583-974-9.
- mit Jens Thiel und Peter Th. Walther: Mit Feder und Schwert. Militär und Wissenschaft – Wissenschaftler und Krieg (= Wissenschaft, Politik und Gesellschaft. Band 7). Steiner, Stuttgart 2009, ISBN 978-3-515-09606-5.

Mitarbeit
- Ingo Haar, Michael Fahlbusch: Handbuch der völkischen Wissenschaften. Personen – Institutionen – Forschungsprogramme – Stiftungen. Saur, München 2008, ISBN 978-3-598-11778-7.